# Vallée de Matlalcue
Matlalcue Vallis
Pour les articles homonymes, voir Matlalcue.
La vallée de Matlalcue (désignation internationale : Matlalcue Vallis) est une vallée située sur Vénus dans le quadrangle de Mahuea Tholus. Elle a été nommée en référence à Matlalcue, une déesse aztèque d'eau douce.